# Cissy Fitzgerald
Pour les articles homonymes, voir Fitzgerald.
Cissy Fitzgerald, née le 1er février 1873 en Angleterre et morte le 10 mai 1941 à Ovingdean, est une actrice, danseuse et chanteuse anglo-américaine dont la carrière au cinéma s'étend de 1896 à 1935.

## Biographie
Cissy Fitzgerald, danseuse et chanteuse, se produit dans un spectacle de Broadway en tant que Gaiety Girl (en) à partir de 1894, et a été filmée à cette occasion par Thomas Edison en 1896. Elle revendiquera plus tard le fait d'avoir été la première actrice filmée pour un film de cinéma. Elle réapparait au cinéma en 1913 lorsqu'elle signe un contrat avec la compagnie Vitagraph. Sa carrière se prolonge jusqu'au cinéma parlant dans les années 1930. Elle était surnommée « The Girl with the Wink » (« la fille au clin d'œil »).

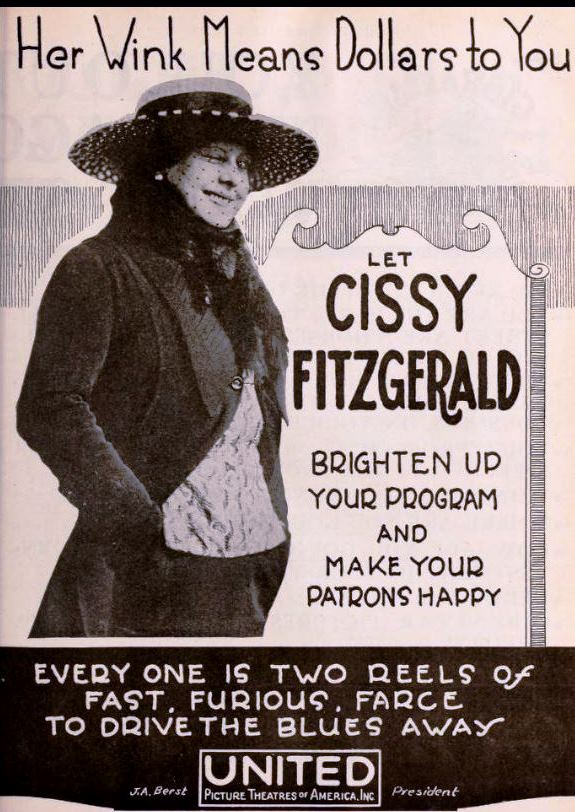
Annonce d'un film avec Cissy Fitzgerald en 1919, faissant allusion à son clin d'œil, particularité qu'elle utilise dans sa carrière d'actrice.

## Filmographie

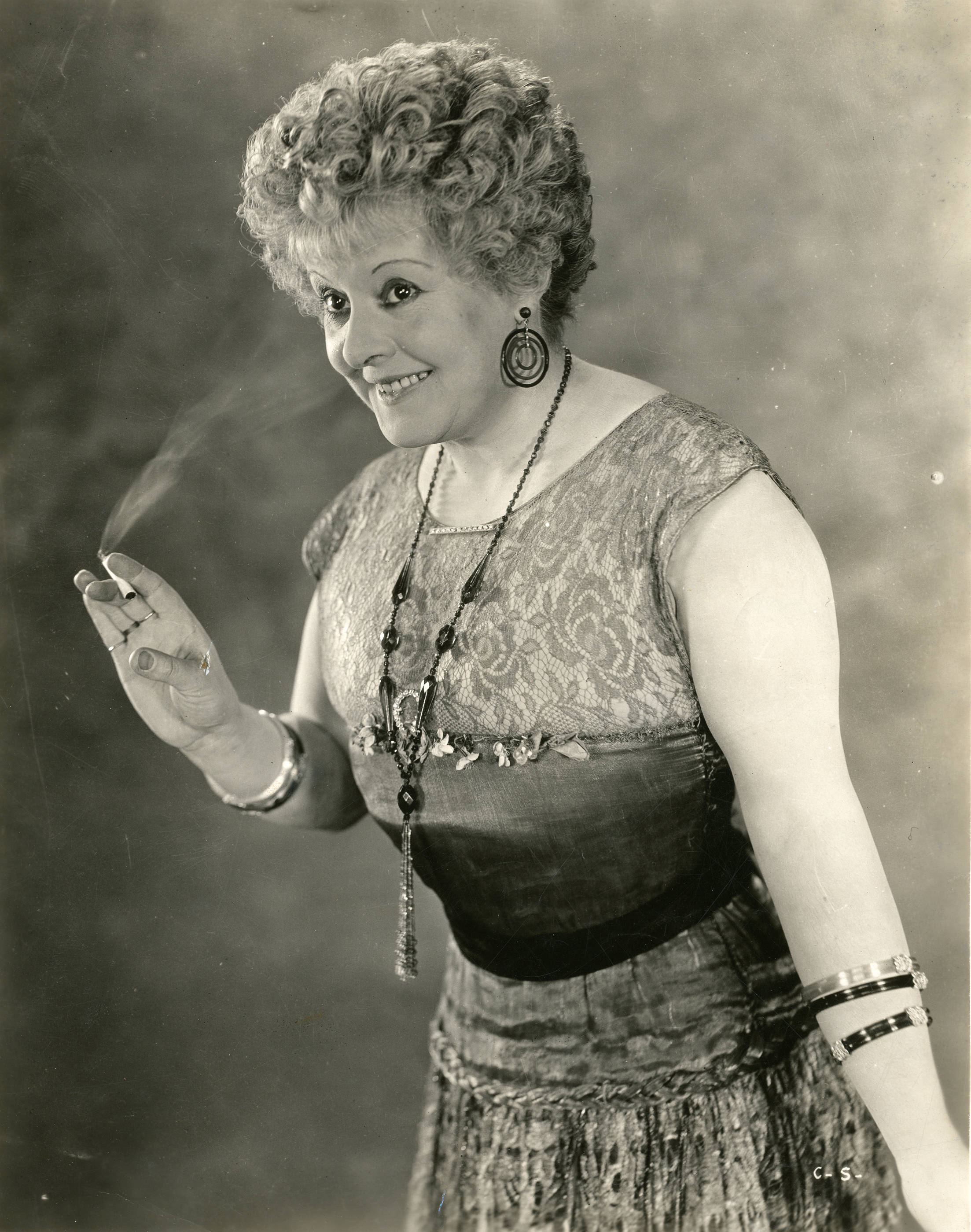
Cissy Fitzgerald dans Cornered (1924).

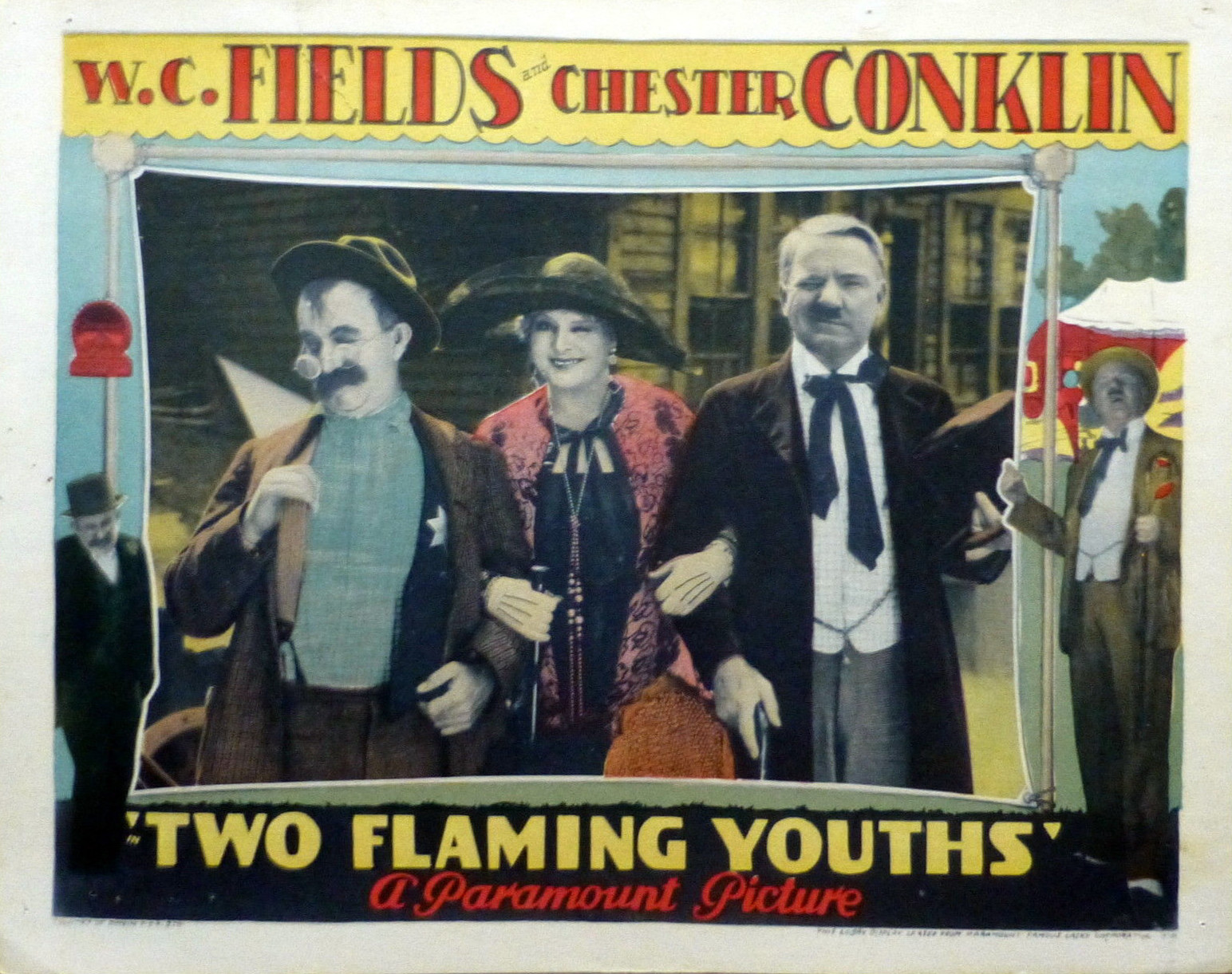
Carte promotionnelle pour le film Two Flaming Youths en 1927.

### Longs métrages
- 1913 : Mary Jane
- 1915 : Curing Cissy
- 1915 : Cissy's Innocent Wink
- 1916 : Leave It to Cissy
- 1919 : Cissy's Funnymoon
- 1921 : Cissy's Saucy Stockings
- 1921 : Seeing America Thirst
- 1921 : Cissy Invades Bohemia
- 1921 : Cissy's Economy
- 1921 : Cissy's Financial Flivver
- 1924 : Lilies of the Field
- 1924 : Cornered
- 1924 : Le Fleuve de feu
- 1924 : Vanity's Price (en)
- 1924 : Daring Love (en)
- 1924 : La Seconde Jeunesse de M. Brunell
- 1925 : I'll Show You the Town (en)
- 1925 : If Marriage Fails
- 1926 : Redheads Preferred
- 1926 :The Crown of Lies
- 1926 : Flames (en)
- 1926 : The Danger Girl d'Edward Dillon
- 1926 : Étoile par intérim (Her Big Night)
- 1927 : Fire and Steel
- 1927 : McFadden's Flats de Richard Wallace
- 1927 : Women Love Diamonds
- 1927 : Le Don Juan du cirque
- 1927 :  The Beauty Shoppers
- 1928 : Ris donc, Paillasse !
- 1928 : No Babies Wanted
- 1929 : The Diplomats
- 1929 : The Painted Angel
- 1929 : Un jour de veine
- 1930 : Les Amours d'une courtisane (non créditée)
- 1933 : The Masquerader
- 1934 : Flirtation
- 1935 : Strictly Illegal

### Court métrage
- 1896 : Cissy Fitzgerald